# Claudia Dasca Romeu
Claudia Dasca Romeu (ur. 4 listopada 1994 w Sabadell) – hiszpańska pływaczka specjalizująca się głównie w stylu dowolnym.

## Życiorys
Claudia Dasca Romeu urodziła się 4 listopada 1994 w Sabadell w Hiszpanii. Swoją karierę sportową jako pływaczka rozpoczęła w 2009 roku, występując po raz pierwszy na 32. Mistrzostwach Europy Juniorów w pływaniu w Pradze w Czechach, zdobywając brązowy medal w dyscyplinie na 800 metrów w stylu dowolnym z czasem 8:40.02.
Rok później Dasca Romeu pojawiła się na 33. Mistrzostwach Europy Juniorów w pływaniu w Helsinkach w Finlandii, zdobywając srebrny medal w dyscyplinie na 800 metrów w stylu dowolnym z czasem 8:43.31.
Dwa lata później wystąpiła na XXX. Letnich Igrzyskach Olimpijskich w Londynie w Wielkiej Brytanii, zajmując dwudzieste piąte miejsce w dyscyplinie na 400 metrów stylem zmiennym, ale nie dostała się do finału.
Rok później po występie na Letnich Igrzyskach Olimpijskich w Londynie, pojawiła się na 17. Igrzyskach śródziemnomorskich w Mersin w Turcji, zdobywając srebrny medal w sztafecie na 4x200 metrów stylem dowolnym oraz trzy brązowe medale w dyscyplinach na 400 m i 800 m stylem dowolnym, a także na 400 m stylem zmiennym.